# Amtsgericht Grohnde
Das Amtsgericht Grohnde war ein von 1852 bis 1859 bestehendes Gericht der ordentlichen Gerichtsbarkeit mit Sitz in Grohnde.

## Geschichte
Nach der Revolution von 1848 wurden im Königreich Hannover Justiz und Verwaltung getrennt und die Patrimonialgerichtsbarkeit abgeschafft. Im Zuge dessen kam es am 1. Oktober 1852 zur Errichtung eines Amtsgerichts zu Grohnde, dessen Sprengel aus dem Bezirk des vorherigen Amtes Grohnde-Ohsen mit Ausnahme des Ortes Tündern gebildet wurde und folglich die damaligen Gemeinden Grohnde, Bessinghausen, Börry, Brockensen, Emmern, Esperde, Frenke, Hagenohsen, Hajen, Hastenbeck, Kirchohsen, Latferde, Lüntorf, Völkerhausen und Voremberg umfasste. Übergeordnete Instanz war das Obergericht Hameln. Das Amtsgericht war 1852 bis 1859 auch Weserzollgericht. 
Am 16. Mai 1859 wurde das Amtsgericht Grohnde aufgehoben und sein gesamter Bezirk dem Amtsgericht Hameln zugewiesen.